# Qiu Jianxin
Qiu Jianxin (chinesisch 邱建新, Pinyin Qiū Jiànxīn; * 26. Dezember 1965 in der Provinz Jiangsu) ist ein in China geborener deutscher Tischtennisspieler und -trainer. Er spielte seit 1989 bei mehreren Bundesligavereinen.

## Werdegang
Qiu Jianxin ist Absolvent des Nanjing Sportinstituts (chin. 南京体育学院) und wurde 1987 Studentenweltmeister. Er wurde fünfzigmal in die chinesische Nationalmannschaft berufen. 1989 übersiedelte er nach Deutschland und schloss sich dem Bundesligaverein Spvg Steinhagen an. Ein Jahr später wechselte er zu Post Mülheim, 1992 zum TTC Frickenhausen in die Zweite Bundesliga. Mit dessen Herrenmannschaft stieg er 1995 in die Erste Bundesliga auf, 2006 und 2007 wurde das Team Deutscher Meister. Im Juli 1999 nahm Qiu Jianxin die deutsche Staatsbürgerschaft an.
Seit Anfang der 2000er Jahre arbeitete er als Spielertrainer in Frickenhausen. 2006 wurde er als Trainer des Jahres ausgezeichnet. 2016 bis 2019 war Qiu als Trainer der japanischen Tischtennisnationalmannschaft der Männer tätig. 2019 wechselte Qiu als Trainer in die nationale Frauenmannschaft Japans und blieb bis 2021. 2022 eröffnete Qiu in Osaka seine eigene Tischtennisschule (jap. 邱卓球塾 englisch Qiu Table Tennis Academy).

## Familie
Qiu Jianxin ist verheiratet mit Chen Hong, einer chinesischen Nationalspielerin, die auch in der deutschen Bundesliga aktiv war. Mit ihr hat er zwei Söhne, Liang Qiu (* 1995) und Dang Qiu (* 1996). Beide sind Bundesligaspieler und treten bei internationalen Turnieren an.